# L'Empire des loups (roman)
Pour les articles homonymes, voir L'Empire des loups.
L'Empire des loups est le quatrième roman de Jean-Christophe Grangé, paru en janvier 2003.

## Résumé
Anna n'a aucun souvenir de son passé. Pendant ce temps, deux policiers parisiens enquêtent sur les « Loups gris » et vont bientôt croiser sa route...

## Éditions
Édition imprimée originale
- Jean-Christophe Grangé, L'Empire des loups : roman, Paris, éd. Albin Michel, 7 janvier 2003, 456 p., 24 cm (ISBN 2-226-13624-X, BNF 38941396)

Livre audio
- Jean-Christophe Grangé, L'Empire des loups, La Roque-sur-Pernes, éd. VDB, septembre 2003 (ISBN 978-2-84694-100-6, BNF 39187583)Texte intégral ; narrateur : José Heuzé ; support : 11 disques compacts audio ; durée : 12 h 55 min environ ; référence éditeur : Livres audio V.D.B. 018.

Édition au format de poche
- Jean-Christophe Grangé, L'Empire des loups, Paris, Librairie générale française, coll. « Le Livre de poche » (no 37099), 22 juin 2005, 572 p., 18 cm (ISBN 2-253-11393-X, BNF 40017401)

## Adaptation cinématographique
- 2005 : L'Empire des loups, film français réalisé par Chris Nahon, d'après le roman éponyme, avec Jean Reno (Jean-Louis Schiffer) et Jocelyn Quivrin (Paul Nerteaux).